# آندریاس استراند
آندریاس استراند (نروژی: Andreas Strand; ۴ فوریهٔ ۱۸۸۹ – ۱۹ آوریل ۱۹۵۸) ژیمناست هنری اهل نروژ بود.